# مهند مندو
مهند محمد مندو (مواليد 21 مارس 2002) هو لاعب كرة قدم سوري من مواليد السعودية يلعب حاليًا في بارتيزاني تيرانا ب الألباني.

## مسيرة اللاعب
لعب في الفئات السنية في نادي النصر السعودي و انتقل إلى نادي الأنوار في صيف 2023 و احترف في ألبانيا في بارتيزاني تيرانا ب صيف 2024.